# Base (maquiagem)

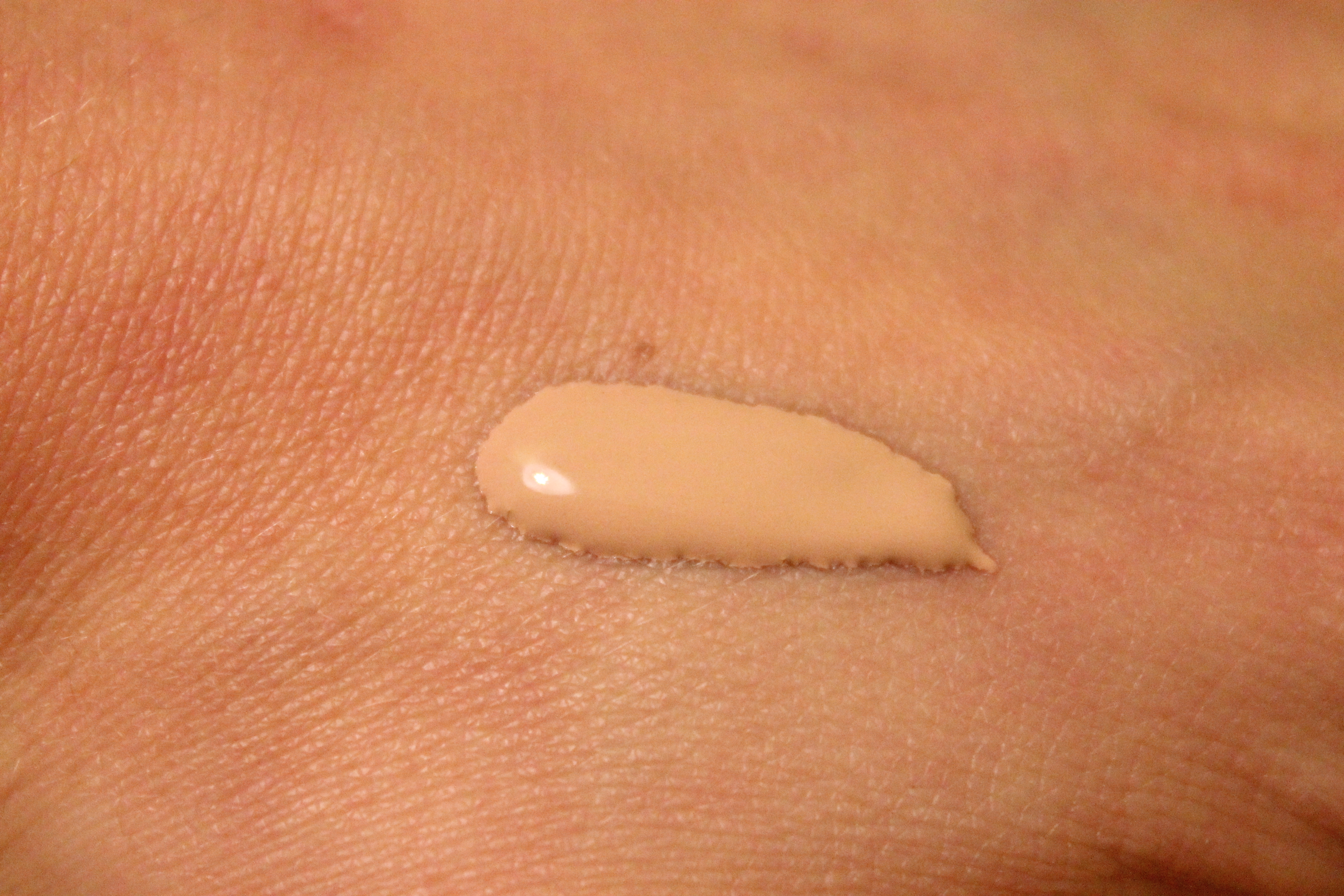
Base (cosmético) sendo aplicada na pele.

A base é um produto cosmético utilizado para igualar o tom da pele, assim como para amenizar manchas e imperfeições do rosto.

## Texturas e tipos de base
- Líquida: indicada para a pele seca, a base líquida é a melhor opção. Ela é fluída e de fácil aplicação.
- Mousse: ideal para quem tem a pele oleosa. As bases com textura mousse, normalmente são sem óleo e também proporcionam o acabamento sem brilho.
- Bastão: bem consistente, dependendo da formulação, com textura semelhante à de um corretivo.
- Mineral: indicada para peles oleosas. Essas bases são em pó e de cobertura bem leve, indicada para dias mais quentes.
- Compacta: combina a cobertura da base com o acabamento do pó.
- Duocake: basicamente uma base compacta e de textura cremosa, não sendo indicada para peles oleosas.